# Olympische Sommerspiele 1984/Teilnehmer (Seychellen)
| Gelbes Symbol für Goldmedaillen mit stilisierten Olympischen Ringen | Graues Symbol für Silbermedaillen mit stilisierten Olympischen Ringen | Braundes Symbol für Bronzemedaillen mit stilisierten Olympischen Ringen |
| ------------------------------------------------------------------- | --------------------------------------------------------------------- | ----------------------------------------------------------------------- |
| —                                                                   | —                                                                     | —                                                                       |

Die Seychellen nahmen an den Olympischen Sommerspielen 1984 in Los Angeles, USA, mit einer Delegation von neun Sportlern (acht Männer und eine Frau) teil.

## Teilnehmer nach Sportarten

### Boxen
- Jean-Claude Labonte
Leichtgewicht: 17. Platz

- Ramy Zialor
Halbweltergewicht: 17. Platz

- Basil Boniface
Weltergewicht: 17. Platz

- Ralph Labrosse
Halbmittelgewicht: 9. Platz

### Leichtathletik
- Denis Rose
100 Meter: Vorläufe
200 Meter: Vorläufe

- Vincent Confait
400 Meter: Vorläufe
400 Meter Hürden: Vorläufe

- Philip Sinon
800 Meter: Vorläufe
1500 Meter: Vorläufe

- Albert Marie
10.000 Meter: Vorläufe
3000 Meter Hindernis: Vorläufe

- Marie-Ange Wirtz
Frauen, 100 Meter: Vorläufe
Frauen, 200 Meter: Vorläufe
Frauen, Weitsprung: 23. Platz in der Qualifikation